# Marloie
Marloie is een dorp in de Belgische provincie Luxemburg. Het ligt in Waha, een deelgemeente van de stad Marche-en-Famenne. Marloie ligt meer dan twee kilometer ten zuidwesten van het centrum van Waha en ruim drie kilometer ten zuiden van het stadscentrum van Marche. Door zijn rol als spoorwegknooppunt is het dorp sterk uitgegroeid.

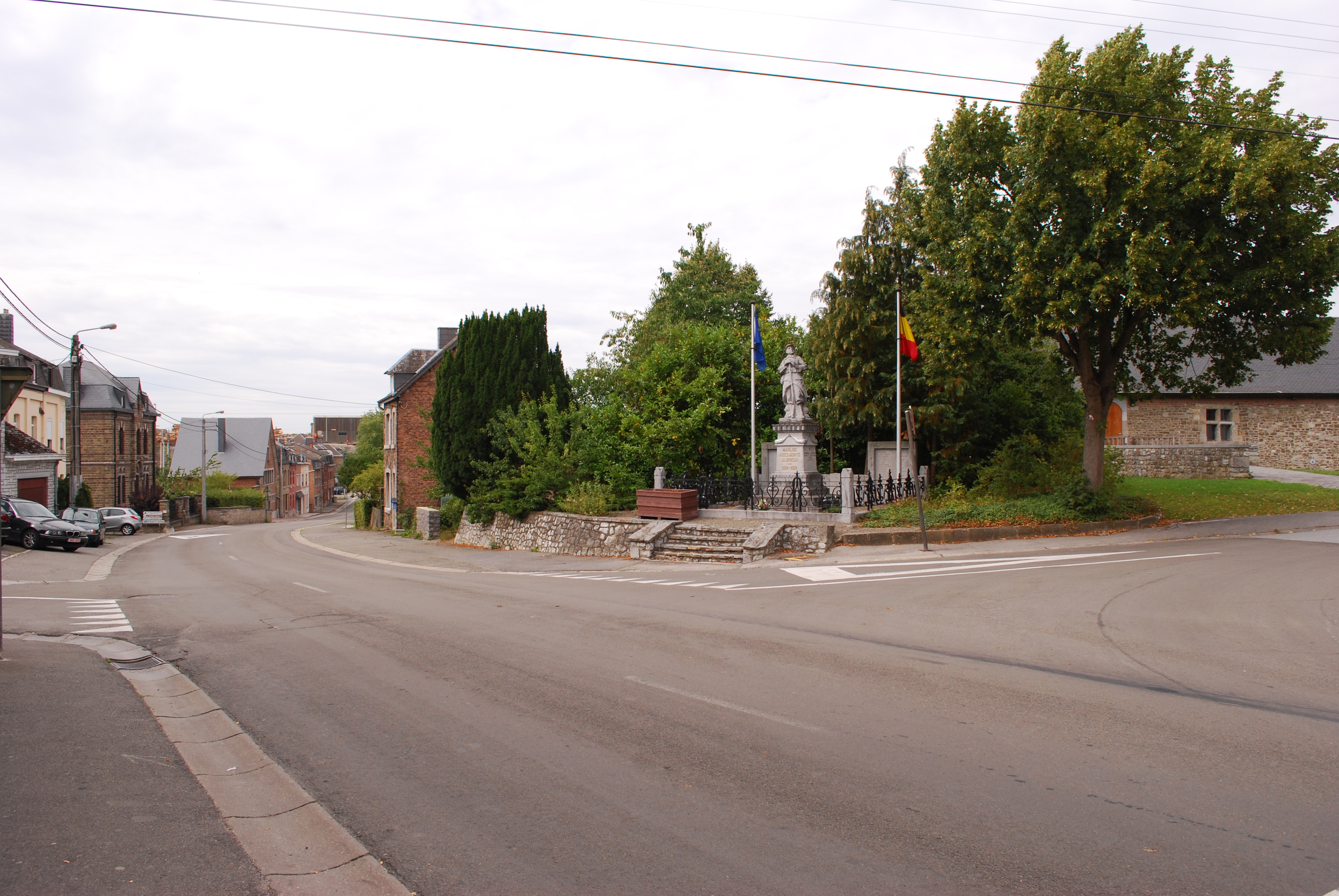
Centrum Marloie met oorlogsmonument

## Geschiedenis
Op de Ferrariskaart uit de jaren 1770 staat het dorp Marloie weergegeven als een Luikse enclave binnen het Hertogdom Luxemburg.
Op het eind van het ancien régime werd Marloie een gemeente. De gemeente werd in 1823 al opgeheven en net als de opgeheven gemeenten Champlon-Famenne en Hollogne bij Waha ondergebracht. In 1858 opende de spoorlijn Brussel-Namen-Aarlen. De spoorlijn liep langs Marloie, waar het station Marloie werd geopend. Rond 1865-1866 kwam hier een aftakking die zorgde voor de verbinding Aarlen-Luik, waardoor Marloie een belangrijke spoorwegknooppunt werd in de Ardennen.
In 1977 werd Waha met daarin Marloie een deelgemeente van Marche-en-Famenne.

## Bezienswaardigheden
- de Église Saint-Isidore

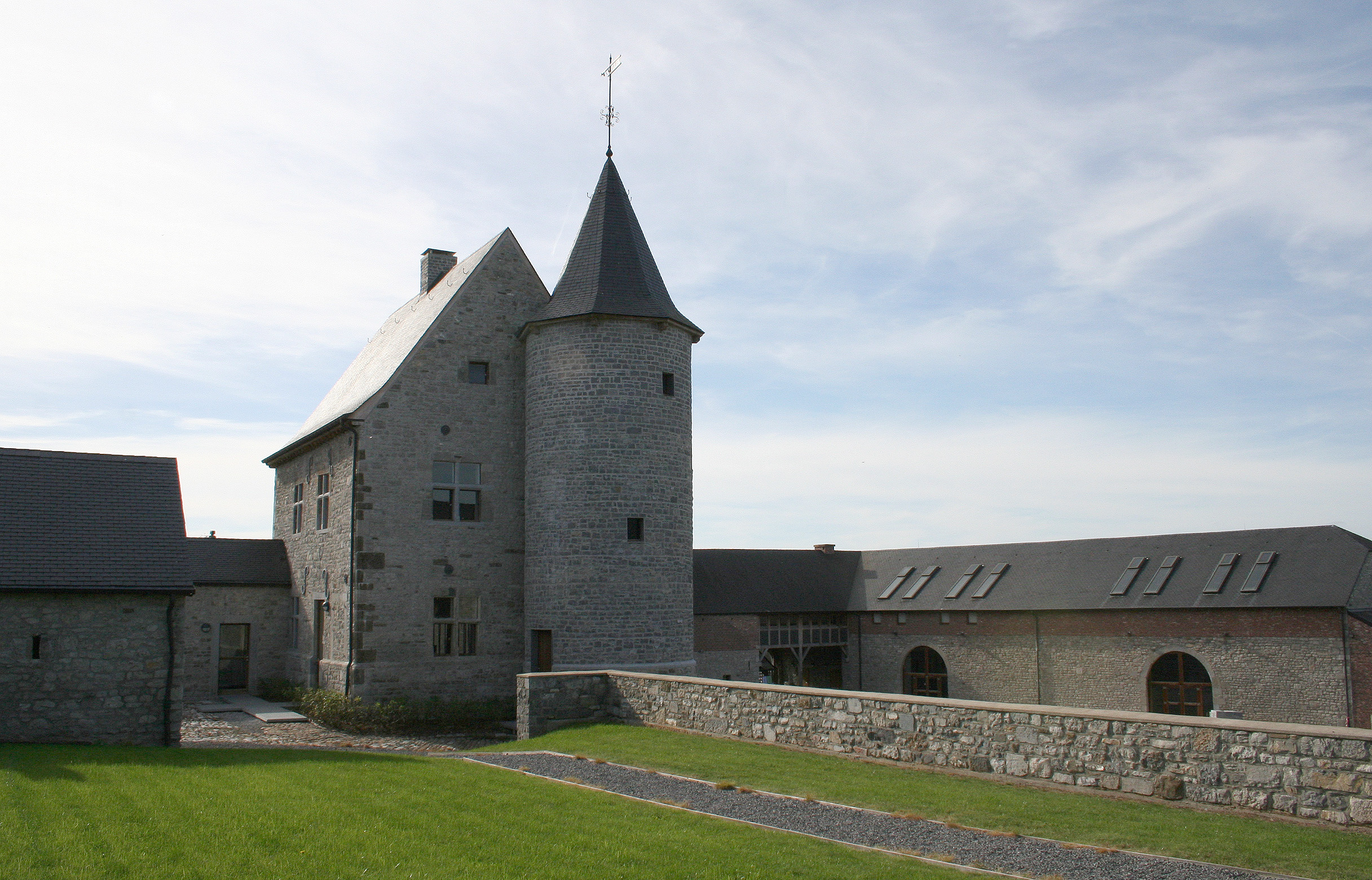
La Vieille Cense

- het oude beschermde hof La Vieille Cense

## Verkeer en vervoer
In Marloie is het station Marloie gelegen, het vormt een spoorwegknooppunt in de provincie Luxemburg. Hier komen spoorlijn 43 (Luik-Marloie) en spoorlijn 162 (Namen-Aarlen-Luxemburg) samen.
Het dorp ligt langs zuidwestelijke uitvalswegen uit de stad Marche, de N86 en de N836.
Deelgemeenten: Aye · Hargimont · Humain · Marche-en-Famenne · On · Roy · Waha

Overige dorpen: Champlon-Famenne · Grimbiémont · Hollogne · Jemeppe · Lignières · Marloie · Verdenne 

Belgische gemeenten · Arrondissement Marche-en-Famenne · Luxemburg · Wallonië